# Grua del paradís

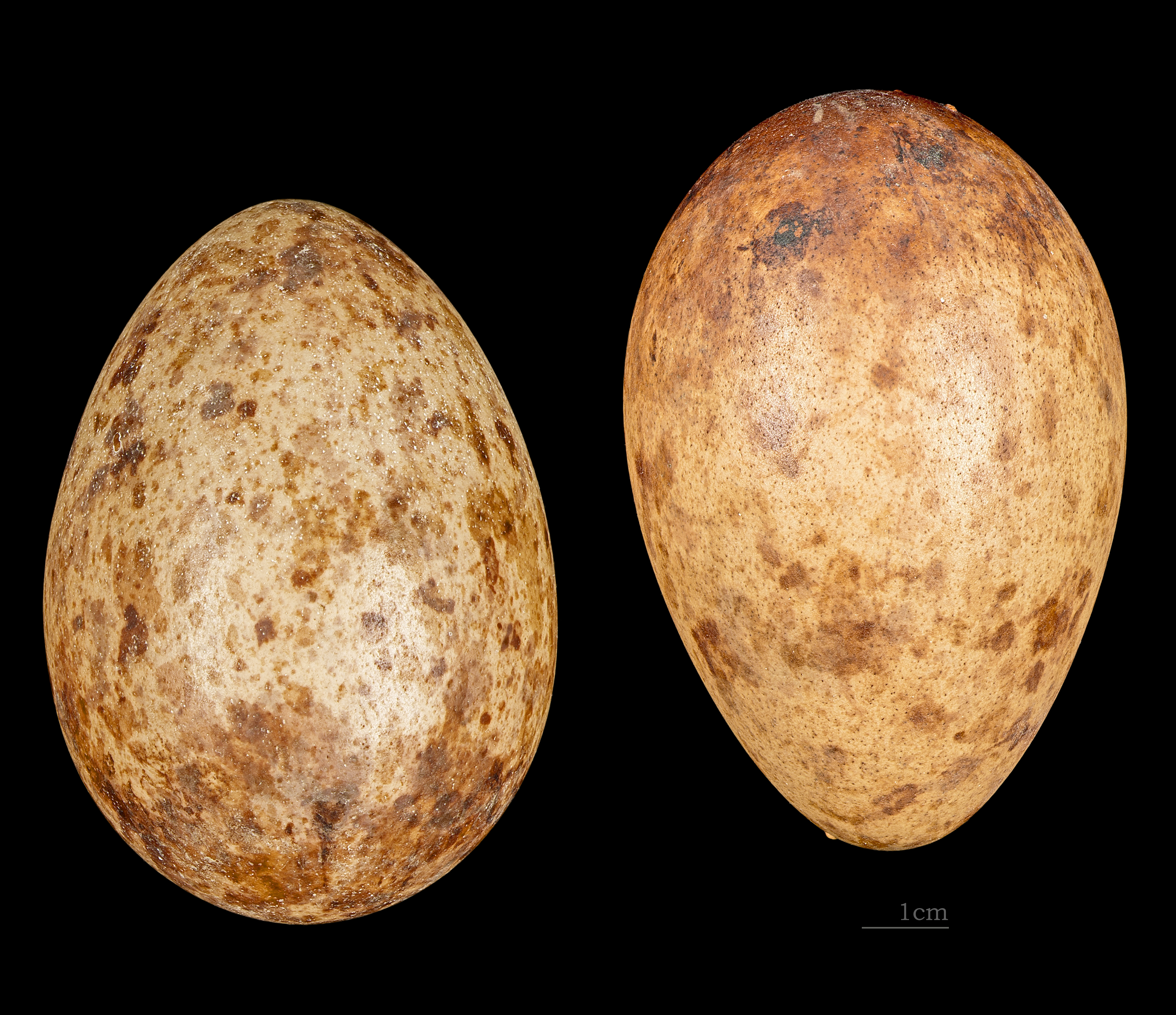
Grus paradisea

La grua del paradís (Anthropoides paradisea) és una espècie d'ocell de la família dels grúids (Gruidae) que habita sabanes d'Àfrica Meridional, al nord de Namíbia i Sud-àfrica.